# Кладбище Алту ди Сан-Жуан
Кладбище Алту во имя Святого Иоанна (порт. Cemitério do Alto de São João) — кладбище в районе Алту-ду-Пина округа Лиссабон. Одно из наиболее крупных и известных некрополей городской агломерации Большой Лиссабон и место захоронения его жителей.
Кладбище было основано в 1833 году по указанию королевы Марии II как после катастрофической для жителей Лиссабона эпидемии холеры. До нынешнего времени является действующим. Во времена Первой Республики объявлено мемориальным.
Центральная часть расположена в парке с кипарисовыми и эвкалиптовыми аллеями. Некрополь Святого Иоанна — одно из исторических кладбищ города с бесчисленными мавзолеями и семейными склепами, богато украшенными скульптурами, мелкой декоративной пластикой и мемориальной символикой.

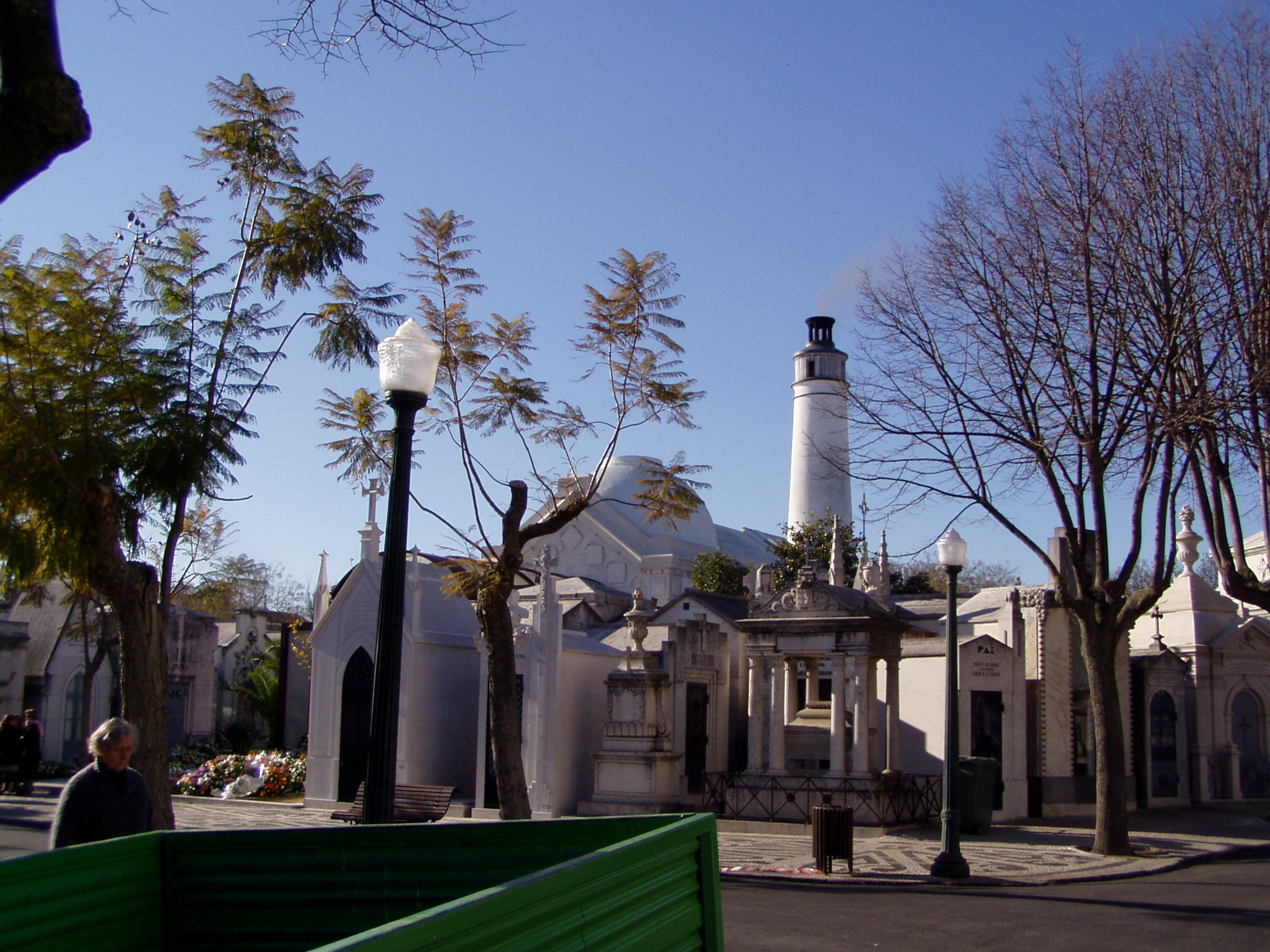
Крематорий во время кремации

В 1925 году здесь был открыт первый в стране крематорий, закрытый несколько лет спустя по политическим причинам. Вновь открыт в 1985 году и работает до сих пор.

## Известные личности, похороненные на кладбище
- Антониу Жозе де Алмейда (1866-1929)
- Жозе Висенте Бокаже (1823-1907)
- Мигел Бомбарда (1851-1910)
- Мануэл Гомиш да Кошта (1863-1929)
- Франсишку да Кошта Гомиш (1914-2001)
- Алвару Куньял (1913-2005)
- Франсишку Са Карнейру (1934-1980)
- Жозе Сарамаго (1922-1910)
- Мария Севера (1820-1846)
- Антониу ди Спинола (1910-1996)
- Антониу Шампалимо (1918-2004)